# Raul Randon
Raul Anselmo Randon (Tangará, 6 de agosto de 1929 — São Paulo, 3 de março de 2018) foi um empresário brasileiro.
Era filho de Abramo e Elisabetha Randon, que lhe deram os irmãos Hercílio, Isolda, Zilá e Beatriz. Abramo nasceu em Conceição da Linha Feijó, na zona rural da antiga colônia italiana de Caxias do Sul, aprendeu o ofício de ferreiro de Carlin Fabris, e com 23 anos de idade mudou-se para Rio Bonito, hoje Tangará, onde abriu uma oficina de ferramentas e uma ferraria. Ali nasceu Raul, que recebeu educação primária em Encantado e a partir dos 14 anos ajudou o pai. Em 1949, já morando em Caxias do Sul com a família, iniciou uma oficina de reforma de motores com o irmão Hercílio, que tinha conhecimento técnico, logo depois passando a trabalhar com máquinas tipográficas em parceria com Ítalo Rossi. Porém, em 1951 a empresa incendiou.
Os sócios conseguiram continuar seu trabalho precariamente nas oficinas das fábricas de Matteo Gianella e Evaristo de Antoni. Através de Cláudio Corso foram apresentados a Antonio Primo Fontebasso, que deu a ideia de fabricar freios a ar para reboques, e para isso foi constituída uma nova sociedade, com a razão social de Mecânica Randon Ltda. Um ano depois, Fontebasso adoeceu e se retirou. Os irmãos Randon continuaram a empresa, ampliando-a significativamente na década de 1960. Nesta época foi criada a Fundação Assistencial Abramo Randon para fomentar o bem-estar dos funcionários. Segundo Dalla Costa & Souza-Santos,
"A Mecânica Randon passou a atuar num mercado crescente na região por haver grande tráfego de caminhões, sendo a maioria das estradas ruins e de terra batida e a cidade cercada por serras, os caminhões precisavam de manutenção, especialmente em relação aos freios. [...]. Nesse ambiente propício [...] a firma expandiu suas instalações, ingressando no ramo de adaptação de chassi de caminhão para uso em ônibus. Em seguida iniciou a fabricação dos primeiros semi-reboques a partir de projetos criados na própria fábrica por Hercílio Randon e logo atingiu a produção de um semi-reboque por dia. Começara então a divisão entre as atividades dos irmãos Randon, Hercílio se dedicava a parte técnica e Raul Anselmo à administração. Ocorreram também outras mudanças, com a melhora das estradas e caminhões mais potentes, o segmento de semi-reboques passa a ser muito atraente para a empresa, como também, a conversão de caminhões 4 X 2 em 6 X 2 através da instalação do terceiro eixo".

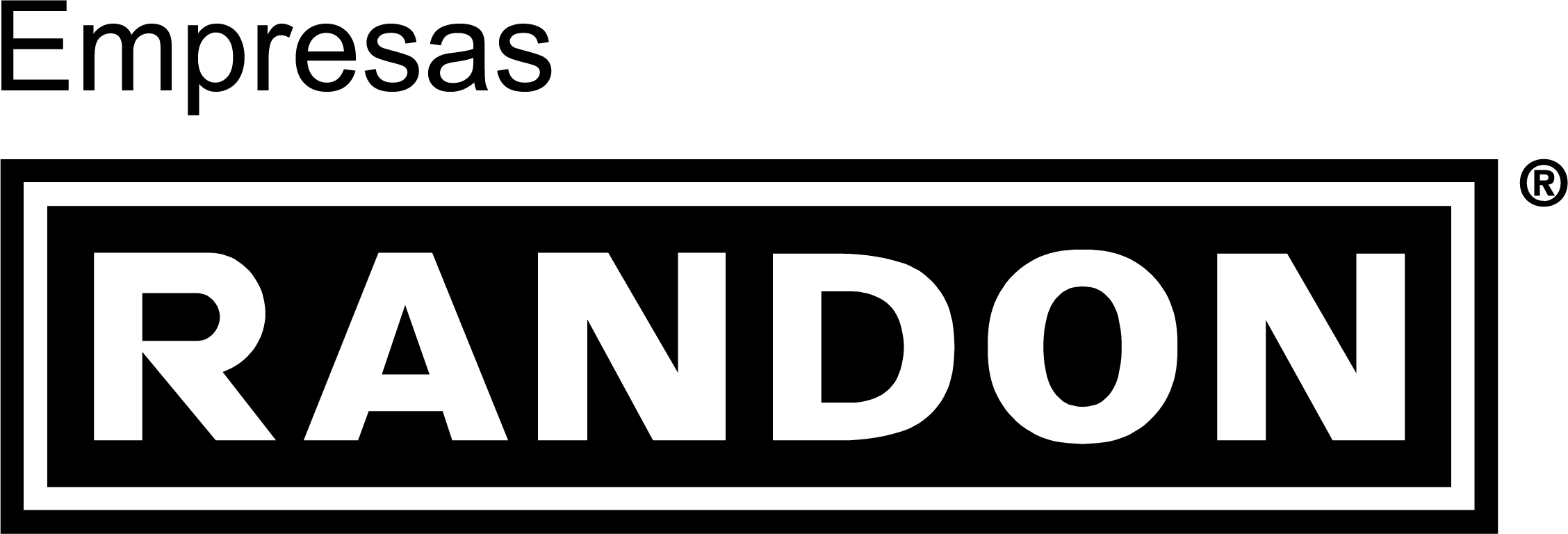
Logotipo da empresa.

Em 1970 transformou-se em sociedade anônima com a denominação Randon S.A. Indústria de Implementos para o Transporte, e no ano seguinte tornou-se empresa de capital aberto. Os irmãos Randon continuavam sócios majoritários e Raul foi eleito diretor-presidente. Ao longo da década de 1970, com a expansão do mercado, e após visitas a feiras internacionais para atualização, a empresa decidiu investir pesado nos semirreboques, contratou com o grupo sueco Kochum Industri uma transferência de tecnologia para caminhões fora-de-estrada, e deu um salto na produção, triplicando seu patrimônio. A crise dos anos 1980 freou o crédito, elevou os juros e o crescimento da empresa, que vinha acelerando rápido, entrou em colapso, sendo pedida concordata. A recuperação começou com um contrato de exportação de 713 carretas para a Argélia. Nas décadas de 1980 e 1990 consolidou-se a estratégia de joint ventures para afirmação nos mercados, diversificando as atividades no setor de transportes e conquistando o mercado externo. Ao mesmo tempo, buscou-se tornar a gestão mais transparente. Em 1989 Hercílio, seu irmão e grande parceiro nos negócios, faleceu. Na década de 1990 iniciou um período de transição e reorganização administrativa. Os filhos que teve com a esposa Nilva Teresinha D'Agostini — David, Roseli, Alexandre, Maurien e Daniel — já participavam da administração e em 1992 foi criada a holding familiar DRAMD. Em 1999 a Randon tinha um quadro de 4.500 funcionários e um parque industrial superior a 190 mil metros quadrados. Em 2006 Raul retirou-se da Presidência Executiva e passou para a Presidência do Conselho Administrativo, função que desempenha até hoje (2017). 
Desde a década de 1970 lançou-se também na produção de alimentos com a Rasip — Randon Agrosilvipastoril, iniciando com maçãs, chegando a ser um dos maiores produtores do Brasil, depois produzindo presuntos, salames, vinhos e queijos para mesas sofisticadas, com prêmios internacionais e um faturamento de cerca de R$ 50 milhões em 2016. Em 2015 a Randon iniciou suas atividades no Parque Científico e Tecnológico da PUCRS em Porto Alegre através da criação do Instituto Hercílio Randon. As empresas mantêm projetos assistencialistas há muitos anos, agora principalmente através do Instituto Elisabetha Randon, que teve sua atividade distinguida pela Câmara Municipal em 2017 com o Prêmio Caxias do Sul. A antiga oficina de motores tornou-se um grande conglomerado empresarial com unidades produtivas no Brasil, Argélia, Argentina, Chile, Estados Unidos, Marrocos e Quênia, e escritórios internacionais na África do Sul, Alemanha, China, Dubai, Índia e México. Na descrição de Majô Gonçalves, da Revista Mercado Automotivo, 
"A família Randon construiu um império em Caxias do Sul, RS, começando com a fabricação de reboques e semirreboques, o que a tornou uma marca conhecida em todo o País e com presença em todos os continentes. Início do que, mais tarde, seria um importante conglomerado nacional de empresas (Randon Veículos, Randon Implementos, Suspensys, Master, Jost Brasil, Fundição Castertech Tecnologia, Fras-le, Banco Randon), que atua em várias áreas, como implementos automotivos, caminhões fora-de-estrada, retroescavadeiras, autopeças e serviços financeiros. Com 12 mil funcionários, as empresas Randon mantêm capital aberto e com ações negociadas em Bolsa de Valores e registraram, em 2013, faturamento da ordem de R$ 6,6 bilhões".
Raul foi presidente da Câmara de Indústria, Comércio e Serviços de Caxias do Sul (CIC) entre 1975 e 1978. Construtor de "um dos maiores conglomerados de empresas do Brasil", considerado entre os mais importantes no setor de transporte para cargas terrestres, implementos rodoviários, auto-peças e serviços, sua trajetória está intimamente associada ao desenvolvimento de Caxias do Sul e da região, recebendo mais de 200 prêmios e distinções nacionais e internacionais, entre eles a Medalha Pacificador da ONU Sérgio Vieira de Mello, concedida em 2006 pelo Parlamento Mundial para Segurança e Paz, o Prêmio Personalidade Exportação da Associação dos Dirigentes de Marketing e Vendas do Brasil, a Medalha Tiradentes da Polícia Civil gaúcha, concedida a quem contribui com serviços relevantes para a causa da Instituição Policial, a Medalha do Mérito Farroupilha, da Assembleia Legislativa do Estado, destacando a importância dos projetos sociais e ações implementadas pelo grupo Randon, a Ordem do Mérito Industrial da Confederação Nacional da Indústria, a Medalha Júlio Redecker de Desenvolvimento, da Câmara Federal, o Destaque Medicina Veterinária 2013, na categoria Agronegócio, concedido pelo Conselho Regional de Medicina Veterinária do Rio Grande do Sul, destacando "relevantes contribuições dadas pelo empresário em termos de pesquisa e desenvolvimento aplicado aos produtos", e em 2015 recebeu o Prêmio Lide de Empreendedorismo, quando foi destacado como "O Empreendedor da Década", e louvado no Correio Braziliense como dono de "uma das maiores empresas privadas brasileiras, chegando a ser referência global e a atender mais de 100 países".
Foi biografado por Luís Augusto Fischer em 2012 como parte das homenagens do Programa Gaúcho da Qualidade e Produtividade a 27 lideranças "responsáveis pelas mudanças significativas no Rio Grande do Sul nos últimos 20 anos a partir da adoção de uma postura voltada à qualidade, à competência e à inovação". Em 2015 a Randon S.A. Implementos e Participações liderou o ranking da Exame como a Melhor do Setor Autoindústria e a Fras-le foi considerada uma das cinco maiores fabricantes mundiais de materiais de fricção, a maior fabricante de lonas para veículos comerciais do mundo, e uma das mil maiores empresas do país. Em 2016 Raul foi incluído pela revista Exame em sua lista dos cem líderes com melhor reputação no Brasil, sendo o 48º colocado. Em 2017 foi agraciado pela Universidade de Pádua com o título de Doutor Honoris Causa em Ingegneria Gestionale, reconhecendo seu mérito como empreendedor no âmbito social. Randon foi o segundo brasileiro a receber esta honraria. No mesmo ano recebeu homenagem da CIC em reconhecimento por sua contribuição ao desenvolvimento econômico e social da região, do estado e do país, e o Sindicato das Indústrias de Material Plástico do Nordeste Gaúcho o reconheceu como um empreendedor "de atuação e importância internacional para a indústria de transformação e o próprio desenvolvimento do Brasil". Seus aniversários têm sido comemorados com uma já tradicional cavalgada, que além de festejar o aniversariante têm o objetivo de resgatar a cultura e as tradições gaúchas. A Cavalgada Raul Anselmo Randon está registrada na 25ª Região Tradicionalista. Seus 80 anos foram comemorados em 2010 com uma grande festa nos pavilhões da Festa da Uva, contando com a presença da governadora do Rio Grande do Sul, Yeda Crusius, do presidente da Assembléia Legislativa, Giovani Cherini, e do prefeito de Caxias do Sul, José Ivo Sartori, além de outras autoridades estaduais e municipais e 1.800 convidados.